# Stara Gora (Sveti Jurij ob Ščavnici, Slovenija)
Stara Gora je naselje u slovenskoj Općini Svetom Juriju ob Ščavnici. Stara Gora se nalazi u pokrajini Štajerskoj i statističkoj regiji Pomurju. 

## Stanovništvo
Prema popisu stanovništva iz 2002. godine naselje je imalo 71 stanovnika.